# Dennis Looze
Dennis Looze (Zaandam, 30 de julho de 1972) é um triatleta profissional neerlandês. 

## Carreira

### Olimpíadas
Dennis Looze disputou os Jogos de Sydney 2000, terminando em 48º lugar com o tempo de 2:00:23.80.